# 룰루 왕
룰루 왕(영어: Lulu Wang, 중국어: 王子逸, 1983년 2월 25일 ~ )은 중국계 미국인 영화 감독, 작가, 프로듀서이다.

## 작품 목록

### 영화
- 캉-캉 (2007, 단편)
- 러브인베를린 (2014)
- 터치 (2015, 단편)
- 페어웰 (2019)

### TV
- 주재원 (2024)